# Le Traître (André Gorz)
Pour les articles homonymes, voir Le Traître.
Le Traître est un ouvrage autobiographique et philosophique écrit par André Gorz et publié en 1958 avec une préface de Jean-Paul Sartre.

## Historique
André Gorz écrit cette exploration autobiographique alors qu'il travaille depuis les années 1940 à son ouvrage de philosophie Fondements pour une morale. « Le traître est considéré par Gorz comme une mise en œuvre des instruments contenus dans Fondements pour une morale » qui raconte la « conversion à la liberté ».
Sa biographie l'a placé dans une situation où, fils d'un Juif autrichien sous l'Occupation, il doit changer de nom et se réfugier en Suisse. Il analyse alors son « expérience de la non-appartenance et de l’exil liée à une situation historique précise ». « Sa condition de « métis inauthentique » le place alors dans une recherche éperdue du sens de son existence. »

## Titre
L'auteur explique le choix du titre dans son œuvre : 

« Nous sommes tous des traîtres en puissance : chacun de nous, petits-bourgeois, trahit cette société dans ses rêves, méprise ses semblables, récuse, dans une part nocturne de lui-même, sa réalité du grand jour. […] Nous sommes des hommes privés : privés du sens humain de notre travail spécialisé, privé d’universalité en tant qu’individus travaillant ; rouages d’un mécanisme social inhumain qui, résultante mécanique de nos efforts, pervertit nos intentions et nous annule dans le moment où nous le produisons. »

## Réception
Pour Christophe Fourel, « il laisse s’élaborer sa pensée, la fait naître et progresser puis en extrait une synthèse théorique construite en s’appuyant sur les écrits de Sartre et Merleau-Ponty, sur ses connaissances de la psychanalyse ou encore sur ses lectures critiques de l’œuvre de Marx. Et le résultat devient Le Traître, ce livre inclassable, parfois ardu mais toujours fascinant ».
Françoise Gollain décrit cet ouvrage comme une « autoanalyse en forme d’essai philosophique ».
Pour Le Monde diplomatique, « il se dépeignait déjà comme un bloody intellectual (un « satané intellectuel ») qui cherchait à « exister le moins possible » et tentait de « se protéger du monde » en dressant autour de lui un rideau de mots et de concepts ».